# Pińczowski
Pińczowski là một huyện thuộc tỉnh Świętokrzyskie của Ba Lan. Huyện có diện tích 613 km². Đến ngày 1 tháng 1 năm 2011, dân số của huyện là 40945 người và mật độ 67 người/km².